# Агапов, Николай Семёнович
Николай Семёнович Агапов (24 октября 1930 — 16 января 2002) — советский и российский тренер по тяжёлой атлетике. Заслуженный тренер России.

## Биография
Николай Агапов родился 24 октября 1930 года в деревне Сивинь Краснослободского района Мордовской АССР. В 1935 году вместе с семьёй переехал в Рузаевку. Окончил общеобразовательную школу, затем учился в лётно-технической школе Саранска. Во время учёбы увлекался гиревым спортом, занимал призовые места на местных соревнованиях, становился чемпионом Мордовии. Окончил лётно-техническую школу по специальности «Электрооборудование», работал в лаборатории КИП локомотивного депо. В то же время стал профессионально заниматься тяжёлой атлетикой. Организовал в Рузаевке секцию тяжёлой атлетики. Эта секция вскоре стала ведущей в республике. В 1960-х годах Николай Агапов стал тренером молодёжной сборной команды СССР по тяжёлой атлетике. На протяжении 30 лет возглавлял рузаевскую сборную команду ЦС «Локомотив».
Николай Агапов подготовил 55 мастеров спорта СССР и двух мастеров спорта международного класса. Среди них рекордсмен мира в толчке Александр Логутов, пятикратный чемпион СССР Юрий Филимонов, серебряный призер чемпионата СССР Владимир Сазанов.Чемпион Олимпийских игр Мишин, Алексей Владимирович начинал свою спортивную жизнь в секции у Николая Семёновича.

## Награды
- Заслуженный тренер России[1]
- Заслуженный работник физической культуры и спорта Республики Мордовия[1]
- Почётный железнодорожник[1]
- Почетный гражданин Рузаевки[1]

## Семья
Жена — Людмила Петровна Агапова, двое сыновей — Андрей и Дмитрий.

## Память
Ежегодно в Рузаевке проводятся Всероссийские соревнования по тяжёлой атлетике памяти Н. С. Агапова.